# Akindžijové

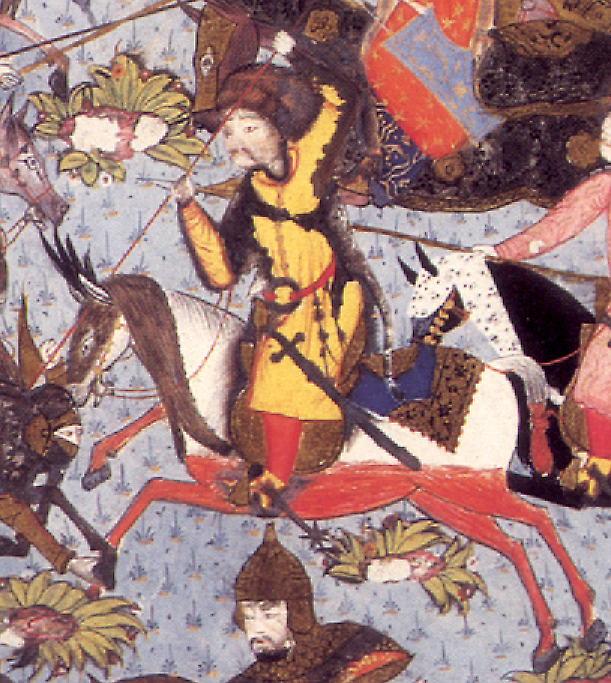
Akindži v bitvě. Detail iluminace z eposu Sülejmannâme z roku 1558

Akindžijové (turecky: akıncı – „válečník, nájezdník“) byla nepravidelná lehká kavalerie v pozdně středověké a raně novověké Osmanské říši. Když dřívější turečtí ghaziové, bojující naprosto neukázněně, byli začleněni do pravidelných osmanských jednotek a podřízeni jisté celoarmádní organizaci, začali být známí právě pod názvem akindžijové. Tvořili předvoj turecké armády, známý a obávaný pro své bojové schopnosti, mimořádnou odvahu, pohyblivost, jakož i pro rozsáhlé a nelítostné plenění krajů a zemí, hraničících s Osmanskou říší (akindžijové totiž nepobírali žold, ale živili se válečnou kořistí). Na rozdíl od pravidelných armádních jednotek podléhali akindžijové svým autonomním velitelům, kteří pocházeli z několika význačných šlechtických rodin, často původem jihoslovanských nebo řeckých, jež odpadly k islámu a přešly do osmanských služeb. Mezi nejvíce známé patřily rodiny Malkoçoğluů (Malkovićů), Turhanlıů, Ömerliů, Evrenosoğluů a Mihalliů.
V bitvě bylo jejich hlavní rolí demoralizovat nepřátelskou armádu a dostat ji do stavu zmatku a šoku. Nejprve udeřili na nepřítele šípy; když poté došlo na blízký boj meči, po chvíli zdánlivě ustoupili, zatímco v trysku stále stříleli dozadu. Následně se vraceli v obchvatném manévru a pomáhali v bojovém úsilí hlavním jednotkám armády (janičárům). Mohli s lehkostí ujet těžké jízdě, protože byli lehce ozbrojení a jejich koně byli chovaní pro rychlost jako protiváhu k chybějící síle. V některých tureckých taženích, jako třeba v tom, jež vyvrcholilo bitvou na Krbavském poli (1493), akindžijové dokázali porazit obrněnou rytířskou armádu (v tomto případě chorvatskou) úplně sami, bez podpory těžkého jezdectva (sipahiů), pěchoty či dělostřelectva.
Od počátku 17. století začali akindžijové být nahrazováni jednotkami bašibozuků.